# 奪門の変
奪門の変（だつもんのへん）は、景泰8年1月17日（1457年2月11日）に、中国・明において発生したクーデター。上皇の英宗が、弟の景泰帝より帝位を奪って重祚した事件である。

## 概要
土木の変でオイラトに敗れて捕虜となった英宗は、明への帰還後軟禁状態にあった。しかし英宗は、自派の石亨・徐有貞・曹吉祥と組んで、景泰帝の病臥に乗じてタタール来襲の虚報で夜間に諸門を制圧した。英宗は重祚して再び帝位に就き（天順帝）、景泰帝派の于謙・王文・太監王誠が処刑された。病床にあった景泰帝も幽閉され、間もなく病状が悪化して崩御した（暗殺説もある）。

## 周辺国への影響
1457年6月、朝鮮では首陽大君（後の世祖）による圧力で世祖に譲位して太上王となっていた端宗が廃位されて魯山君（ノサングン、ろさんくん）に降格し、江原道寧越へ追放された上、同年10月に世祖の王命により同地で薬殺刑（賜薬）に処せられた。